# 夏色のダイアリー
「夏色のダイアリー」（なついろのダイアリー）は、1983年4月21日に発売された堀ちえみの6枚目のシングル。

## 解説
- オリコンチャート上においては、週間最高順位6位、売上枚数は13.7万枚を記録している[1]。
- またTBS系『ザ・ベストテン』と日本テレビ系『ザ・トップテン』にも、前作の『さよならの物語』に続いて、堀自身2曲目のランクインを果たした[2]。

## 収録曲
- 両楽曲共に、作詞：岩里祐穂／作曲：岩里未央／編曲：鷺巣詩郎

1. 夏色のダイアリー（3分5秒）
2. 太陽のロマンス（3分11秒）